# Selami Altınok

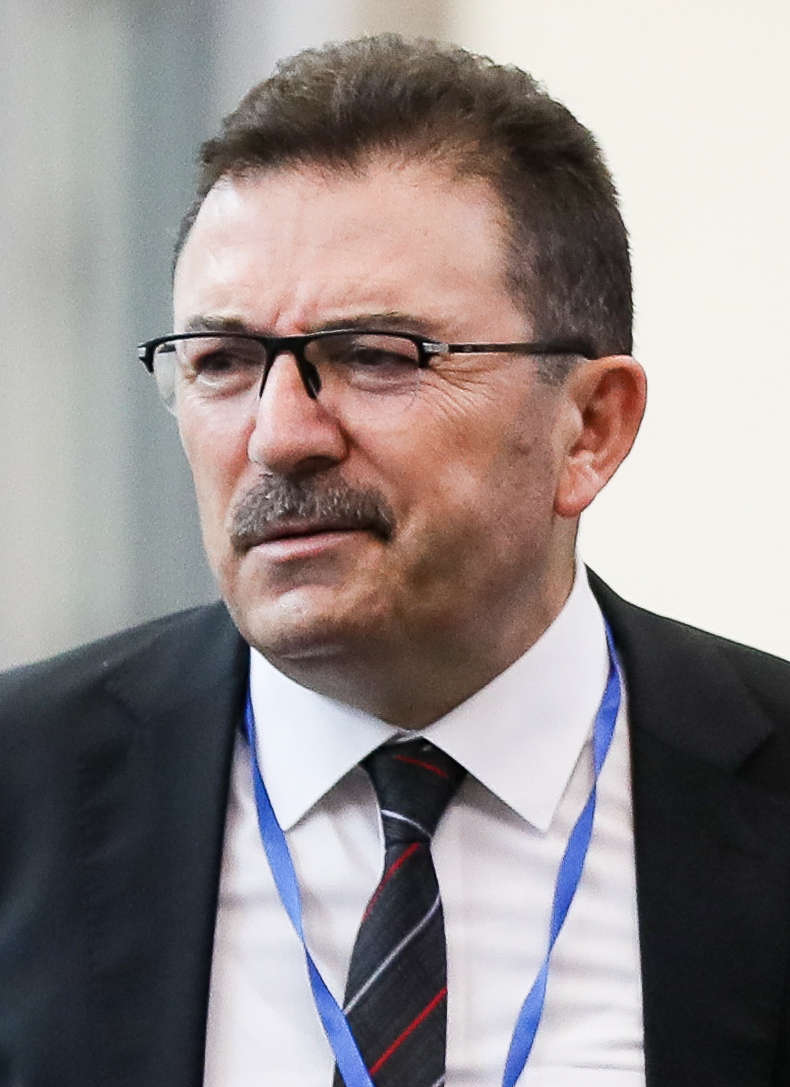
Selami Altınok (2022)

Selami Altınok (* 1966 in Narman) ist ein türkischer Beamter und Politiker (AKP). Er war 2015 türkischer Innenminister im Kabinett Davutoğlu II, das als Interimsregierung fungierte. Von 2012 bis 2014 war er Gouverneur der Provinz Aksaray, seit 2018 ist er Abgeordneter in der Großen Nationalversammlung der Türkei.

## Leben
Selami Altınok wurde 1966 in Narman in der Provinz Erzurum geboren. 1988 schloss er erfolgreich ein politikwissenschaftliches Studium an der Istanbul Üniversitesi ab. Er wurde Kaymakam des İlçe Akkışla und später von Almus, Güroymak, Erciş, Terme und Serik. Dann war er Generalsekretär der Sonderverwaltung der Provinz Erzurum. Am 2. August 2012 wurde Altınok vom türkischen Innenminister zum Gouverneur (Vali) der Provinz Aksaray ernannt. Am 16. Februar 2014 wurde er zum Zentralgouverneur ohne Verantwortungsbereich.
Im Jahr 2013 wurde Altınok zum Stellvertreter des Istanbuler Polizeichefs Hüseyin Çapkın.
Nach der Parlamentswahl in der Türkei Juni 2015 verpasste die AKP die Parlamentsmehrheit knapp. Da keine Koalition zustande kam, wurden für den November 2015 Neuwahlen angekündigt. Für die Zwischenzeit sieht die türkische Verfassung eine Interimsregierung vor, die die Geschäfte führt und in der alle Fraktionen nach ihrer Stärke vertreten sein sollen. Wenn eine Fraktion keinen Minister entsenden möchte, dann müssen parteilose Minister ernannt werden. Da die CHP verzichtete, wurde Altınok am 28. August 2015 zum Innenminister berufen. Nach dem Sieg der AKP bei der Parlamentswahl im November 2015 kehrte er in sein Amt zurück.
Nach der Entlassung seines Vorgesetzten Çapkın wurde Altınok 2016 neuer Generaldirektor für Sicherheit in Istanbul.
Nachdem er am 25. April 2018 sein Amt als Generaldirektor niedergelegt hatte, wurde er bei den Parlamentswahlen 2018 und 2023 für die AKP in Erzurum in die Große Nationalversammlung gewählt. Er ist außerdem Mitglied der Parlamentarischen Versammlung der OSZE.

## Privatleben
Altınok ist verheiratet und hat drei Kinder.